# Уруапан (муниципалитет)
Уруапан (исп. Uruapan) — муниципалитет в Мексике, входит в штат Мичоакан. Население — 279 229 человек.
Центр — город Уруапан.